# Ramba (Sosa)
Ramba is een bestuurslaag in het regentschap Padang Lawas van de provincie Noord-Sumatra, Indonesië. Ramba telt 254 inwoners (volkstelling 2010).